# 苗栗駅 (台湾高速鉄道)
苗栗駅（びょうりつえき）は、台湾苗栗県後龍鎮にある台湾高速鉄道の駅。隣接する台湾鉄路管理局豊富駅とは徒歩で10分強かかっていたが、2016年9月に移転工事が完了し、90メートルの連絡通路で結ばれることとなった。在来線（台鉄）の苗栗駅とは別であり、隣接する豊富駅から区間車で1駅。

## 歴史
- 2012年（民国101年）12月13日 - 台湾の大手ゼネコン豊誉(豐譽)営造が総額15億5100万台湾ドルで駅舎建設事業を受注[1]
- 2013年（民国102年）1月28日 - 起工。式典には行政院長の陳冲、交通部長の毛治国、苗栗県長の劉政鴻（中国語版）らが出席。[2][3]
- 2013年（民国102年）12月10日 - 駅舎上棟式[4]
- 2015年（民国104年）6月28日 - 完工[5]
- 2015年
  - 11月4日 - 供用（見学者に開放）[6]。
  - 11月30日 - 連絡バス路線が運行開始
  - 12月1日 - 開業[7][8][9]
- 2016年9月10日 - 当駅東隣に台鉄豊富駅新駅舎が開業[10]。

## 駅構造
台湾高速鉄道

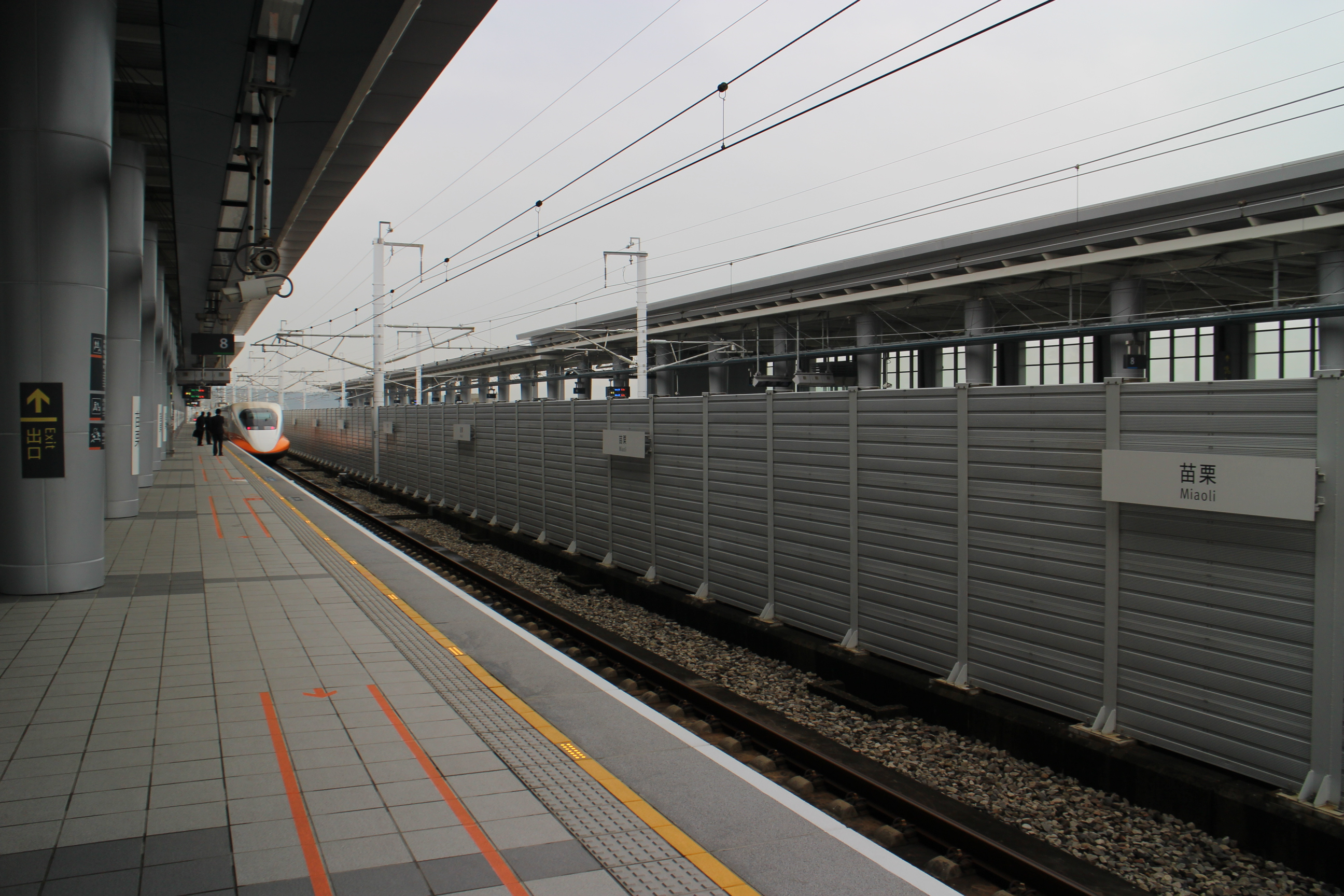
相対式ホーム2面4線の高架駅。

総床面積19304.5平方メートル、高さ27.27m。設計は台中駅舎も担当した華業工程顧問で建築家の薛昭信が起用された。
駅の建築は横長で軽量感あふれ、高速鉄道のスピード感を表現、金属板の日よけや太陽光発電パネルなどが設置され、エコ建築としてのコンセプトもアピールを意図しており、また構内は全体的にシンプルな構造で、地元・苗栗に多く住む客家人の勤勉質素な精神を象徴、幾何学的に組み立てられた金属のフレームが陽の光を浴びて屋外に広がる木立ちの緑に映えるという。天候に応じて窓の開閉が調節可能
2007年の高速鉄道開業時から駅舎・ホーム用地は確保されており、側線は軌道、架線柱とも準備済であった。
地上5階にホームがある。
| 地上 五階                      |                                               | |
| 相対式ホーム、左側のドアが開く |                                               | |
| 1番線                          | →■台湾高速鉄道 台中・左営方面へ（台中駅）→    | |
| 通過線                         | →■台湾高速鉄道 南下通過列車 台中・左営方面へ→ | |
| 通過線                         | ←■台湾高速鉄道 北上通過列車 台北・南港方面へ  | |
| 2番線                          | ←■台湾高速鉄道 台北・南港方面へ（新竹駅）     | |
| 相対式ホーム、左側のドアが開く |                                               | |
| 地上 三・四階                  | 機電階層                                      | 機械室 |
| 地上 二階                      | ホール                                        | 自動改札機、エスカレーター、トイレ、AED、Wi-fi、待合スペース、駅事務所 |
| 地上 一階                      | コンコース                                    | 出入口、チケットカウンター、自動券売機、案内カウンター、トラベルデスク、 ファミリーマート、スターバックス、モスバーガー、苗栗県観光協会 売店、トイレ、鉄道警察、バス乗り場、タクシー乗り場、駐車場、豊富駅連絡口 |

- 駅ホーム

### 駅出口
- 出口1（新港三路）：駐車場、二輪駐車場、駐輪場、タクシー乗り場、バス乗り場
- 出口2（高鉄三路）：送迎車
- 出口3（高鉄三路）：
- 出口4（新港二路）：タクシー、駐車場
- 出口5：台鉄豊富駅

## 利用状況
年度別乗降人員は以下の通り（2015年は12月1日からの31日分の統計となる。）
| 年   |           |           |           |        |         |         |
| 年   | 年間      | 年間      | 年間      | 年間   | 1日平均 | 1日平均 |
| 年   | 乗車      | 降車      | 計        | 出典   | 乗車    | 乗降    |
| ---- | --------- | --------- | --------- | ------ | ------- | ------- |
| 2015 | 94,069    | 93,874    | 189,958   | [ 16 ] | 3,034   | 6,127   |
| 2016 | 608,024   | 619,696   | 1229736   | [ 16 ] | 1,666   | 3,369   |
| 2017 | 738,561   | 745,981   | 1,484,542 | [ 16 ] | 2,023   | 4,067   |
| 2018 | 844,654   | 856,950   | 1,701,604 | [ 16 ] | 2,314   | 4,662   |
| 2019 | 943,384   | 955,847   | 1,899,231 | [ 16 ] | 2,585   | 5,203   |
| 2020 | 846,256   | 860,468   | 1,706,724 | [ 16 ] | 2,312   | 4,663   |
| 2021 | 664,903   | 671,030   | 1,335,933 | [ 16 ] | 1,822   | 3,660   |
| 2022 | 796,875   | 808,718   | 1,605,593 | [ 16 ] | 2,183   | 4,399   |
| 2023 | 1,088,709 | 1,105,827 | 2,194,536 | [ 16 ] | 2,983   | 6,012   |

## 接続する他の交通機関
：一部低床バス、低床電動バス使用。
| 路線番号            | 運行事業者 | 運行区間                                                   |
| 101 苗栗駅快捷公車  | 金牌客運   | 竹南科学園区 - 高鉄苗栗駅 - 雪覇国家公園管理處             |
| 101A 苗栗駅快捷公車 | 金牌客運   | 竹南科学園区 - 高鉄苗栗駅                                  |
| 101B 苗栗駅快捷公車 | 金牌客運   | 高鉄苗栗駅 - 雪霸国家公園管理處                            |
| 5803                | 苗栗客運   | 苗栗 - 高鉄苗栗駅 - 造橋 - 頭份 - 竹南 - 香山 - 新竹       |
| 5807                | 苗栗客運   | 新竹 - 頭份 - 高鉄苗栗駅 - 後龍                            |
| 5808                | 苗栗客運   | 高鉄苗栗駅 - 通霄 - 大甲                                   |
| 5814A               | 苗栗客運   | 高鉄苗栗駅 - 台鉄苗栗駅 - 銅鑼 - 烏眉 - 通霄 - 苑裡 - 大甲 |
| 5815                | 苗栗客運   | 高鉄苗栗駅 - 台鉄苗栗駅 - 国立聯合大学 - 五湖 - 灣瓦       |
| 5816                | 苗栗客運   | 苗栗 - 高鉄苗栗駅 - 後龍 - 外埔                            |

## 駅周辺
- 台湾鉄路管理局台中線豊富駅
- 同海岸線後龍駅 - 約5kmほど西方の海線での最寄り駅、タクシー10分もしくはバスで20分前後
- 客家円楼（中国語版）（福建土楼様式の建築物。ビジターセンターとイベント会場として利用されている。）
- 高鉄苗栗駅連絡道
- 台72線造橋IC
- 台13甲線
- 県道126号
- 富田國小
- 後龍渓

### 高鉄苗栗駅特定区
交通部高鉄局が主導する総面積440.63ヘクタールの開発区域。台鉄との統合駅構築、周辺区画の開発が計画されており、起工と同時区域内の産業専用区画の入札事業も始まった。

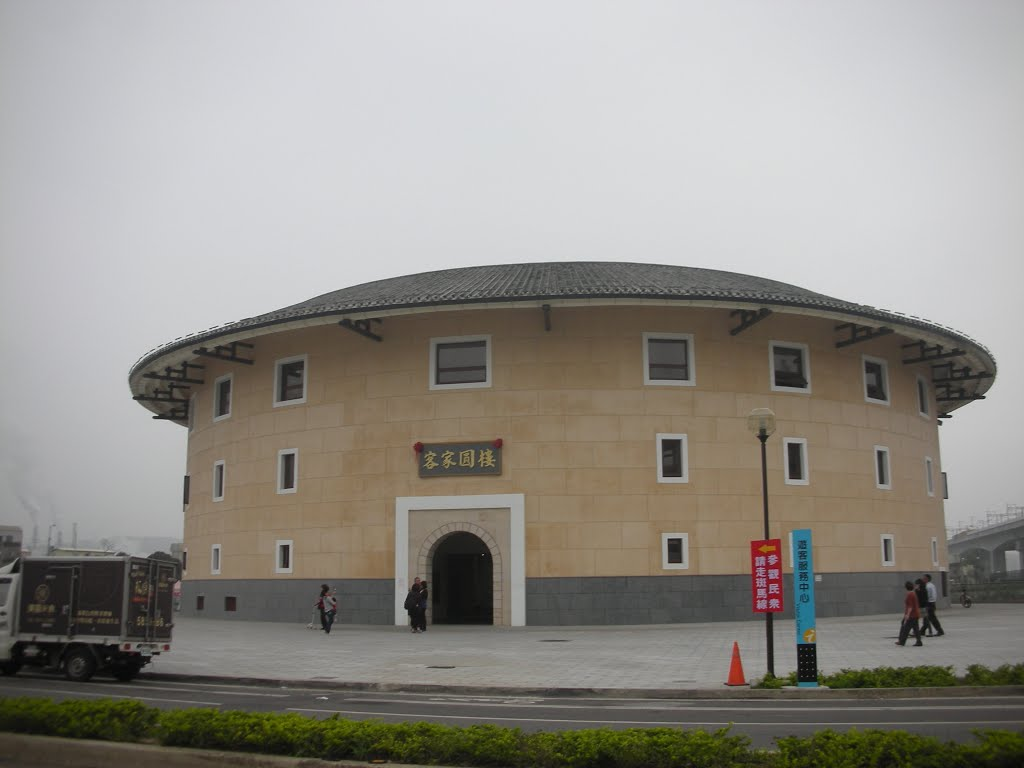
苗栗客家円楼
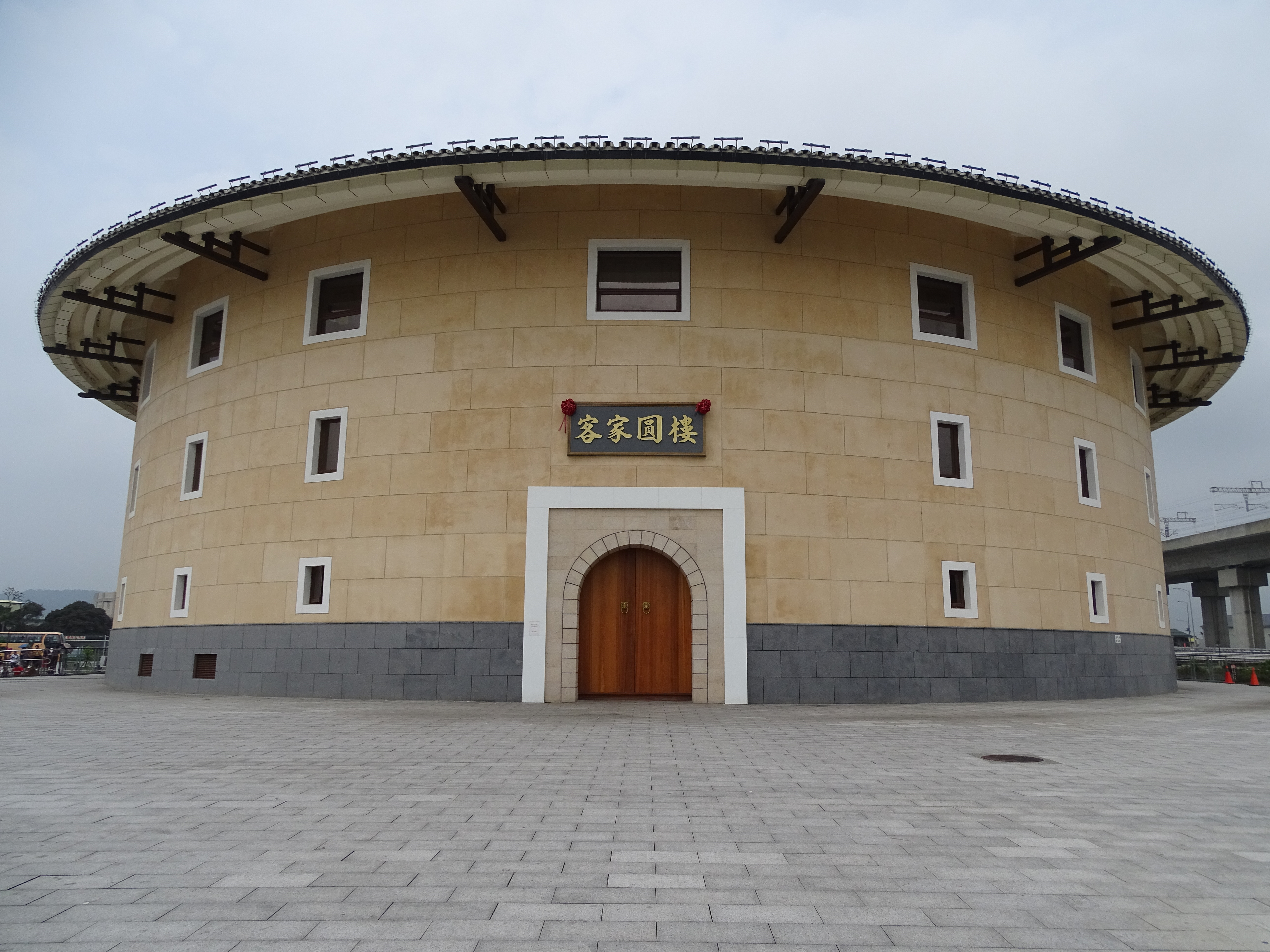
同左。右側に線路が見える。
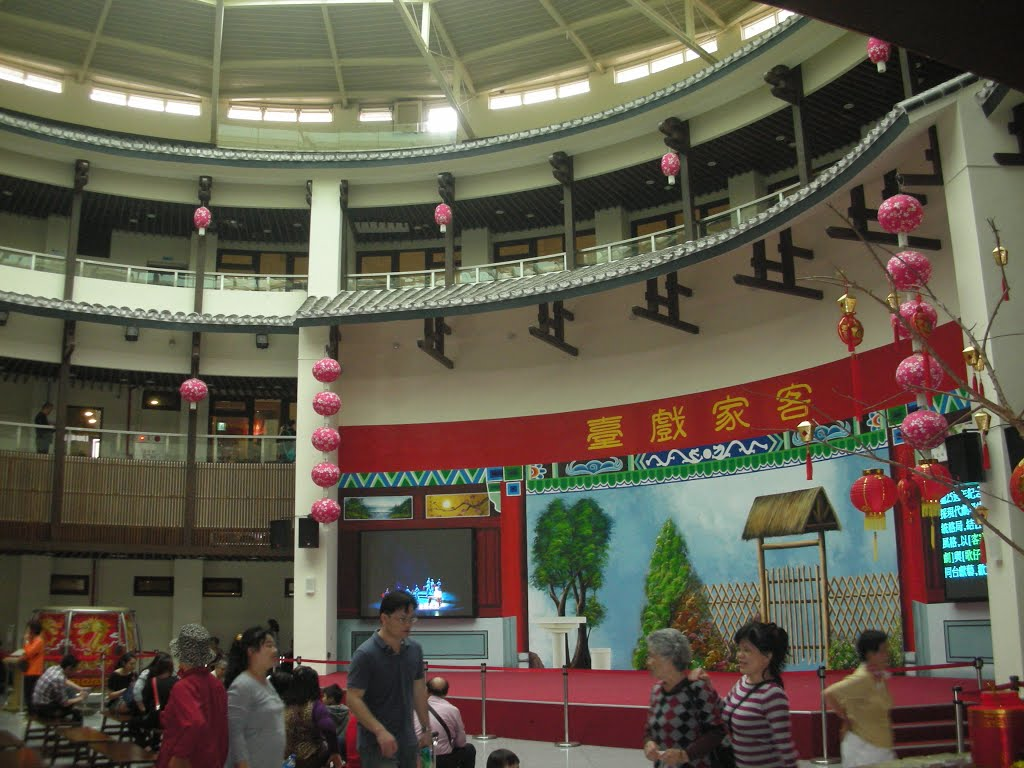
客家円楼内部
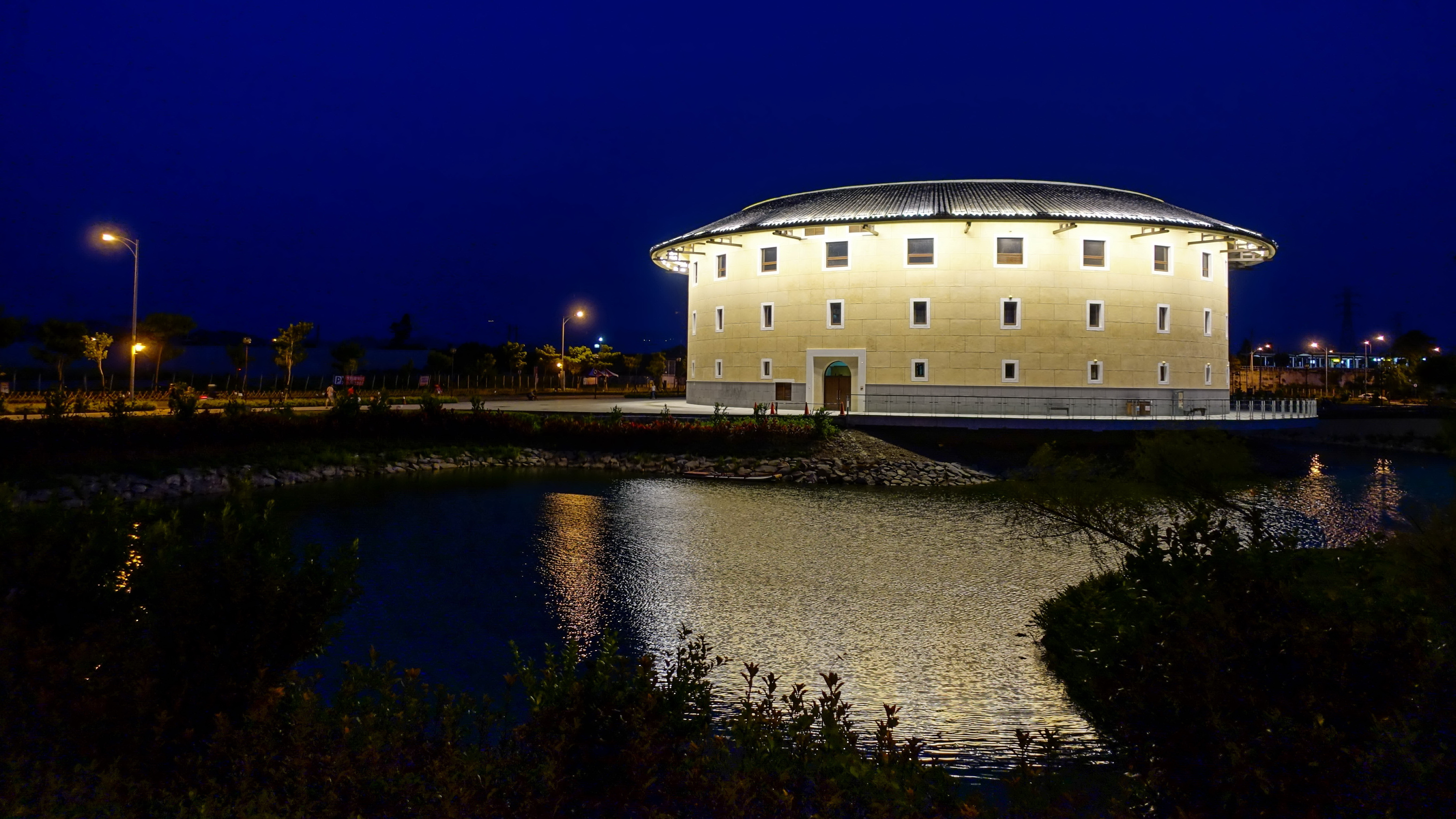
客家円楼夜景

## 隣の駅
台湾高速鉄路
■台湾高速鉄道
新竹駅 - 苗栗駅 - 台中駅

### 註釈
1. ↑  2016年は営業日数365日で算出（2016年7月8日、台風1号（ニパルタック）の影響で終日運休[15]。）